# Michael Bautz
Michael Max Josef Bautz (2. dubna 1940 Breslau – 2. září 2017) byl v letech 2007–2013 generálním vikářem diecéze drážďansko-míšeňské a od 21. února 2012 do 16. března 2013 diecézním administrátorem.

## Život

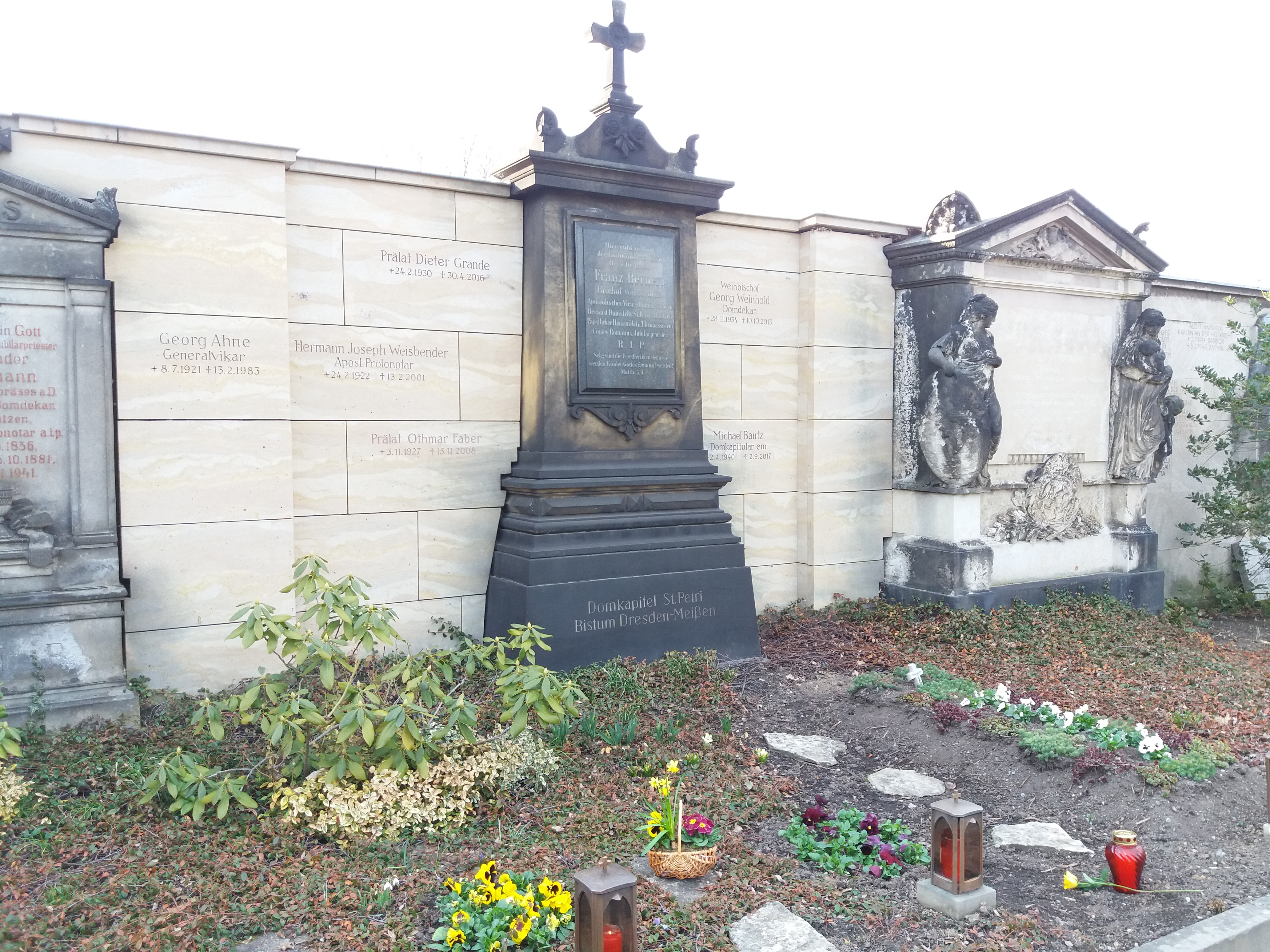
Hrob Michaela Bautze, Starý katolický hřbitov v Drážďanech

Vyrůstal v Drážďanech poté, co byl vyhnán ze své slezské vlasti. Nejprve se vyučil technickým kresličem, poté vystudoval teologii a v roce 1967 byl v Drážďanech vysvěcen na kněze. Poté působil jako kaplan v Karl-Marx-Stadtu a později v Lipsku.
Po skončení kaplanské služby byl až do roku 1980 subregens erfurtského kněžského semináře. Poté se stal nemocničním kaplanem v katolické nemocnici St.Joseph-Stift v Drážďanech. Od roku 1991 byl farářem ve farnosti Nejsvětějšího srdce Páně v Drážďanech-Johannstadtu. V roce 1997 odjel Bautz na rok jako misionář do Dominikánské republiky a poté do diecéze Pinar del Río na Kubě. Pracoval v San Luis a v Mantově. V roce 2006 se vrátil do své domovské diecéze a opět působil jako nemocniční kaplan v drážďanské nemocnici sv. Josefa.
Biskup Joachim Reinelt ho 3. května 2007 jmenoval generálním vikářem drážďansko-míšenské diecéze, kde vystřídal Konrada Zdarsu, který byl krátce předtím papežem Benediktem XVI. jmenován biskupem v Görlitz. Funkce generálního vikáře se ujal 2. července 2007. Dne 4. ledna 2009 byl jmenován členem katedrální kapituly u svatého Petra v Drážďanech. Po dosažení 75 let věku 2. dubna 2015 nabídl biskupu Kochovi svou rezignaci na úřad.
Petra v Drážďanech jej 21. února 2012 zvolila diecézním administrátorem diecéze drážďansko-míšeňské na dobu sedisvakance předchozího biskupa Joachima Reinelta, což papež Benedikt XVI. přijal.
12. listopadu 2013 biskup Heiner Koch oznámil, že předá 6. ledna 2014 svůj úřad Andreasi Kutschkemu, který poté převzal pastorační péči o diecézní duchovní v důchodu. Ze zdravotních důvodů odešel 1. září 2017 do důchodu, ale o den později zemřel.

## Ocenění
- 2008: Záslužný řád Spolkové republiky Německo I. třídy[3]
- Několik cen za rekonstrukci zchátralého kostela v San Luis na Kubě[3]